# La Brévine
La Brévine é uma comuna da Suíça, situada no cantão de Neuchâtel. Tem 41,82 km² de área e sua população em 2018 foi estimada em 630 habitantes.